# Zagłębie Dąbrowa Górnicza
Robotniczy Klub Sportowy Zagłębie Dąbrowa Górnicza – polski klub piłkarski z siedzibą w Dąbrowie Górniczej, powstały w 1925 roku.

W 1997 roku Zagłębie połączono z Zagłębianką tworząc nowy klub Zagłębiak Dąbrowa Górnicza. W trakcie sezonu 2015/2016 drużyna Zagłębiaka zostaje wycofana z rozgrywek, a już w następnym sezonie do klasy B przystępuje reaktywowany zespół Zagłębia.

## Sukcesy
- 8. miejsce w II lidze – 1951
- eliminacje do I ligi – 1938
- półfinał Mistrzostw Polski Juniorów – 1938

Afisz meczu Zagłębie Dąbrowa Górnicza - Skra Częstochowa 30.04.1939 r.

## Stadion
RKS Zagłębie mecze rozgrywa na stadionie CSiR-u przy ul. Konopnickiej 29 w Dąbrowie Górniczej. Dane techniczne stadionu:
- pojemność stadionu: 1000 miejsc (200 siedzących)
- oświetlenie: brak
- wymiary boiska: 100 m x 60 m